# Cratyna subcurvata
Cratyna subcurvata är en tvåvingeart som först beskrevs av Werner Mohrig 1987.  Cratyna subcurvata ingår i släktet Cratyna och familjen sorgmyggor.
Artens utbredningsområde är Nepal. Inga underarter finns listade i Catalogue of Life.